# Nat Sakdatorn
Nat Sakdatorn (tiếng Thái: ณัฐ ศักดาทร) (sinh ngày 24 tháng 1 năm 1983) là ca sĩ, sáng tác nhạc, diễn viên, người mẫu Thái Lan và quán quân mùa 4 cuộc thi ca hát Academy Fantasia.

## Sự nghiệp ca hát
2007
- Studio album AF4 'X-Treme Army'

2008
- Album solo đầu tiên 'All You Need Is Love' (viết đoạn rap tiếng Anh trong bài 'Rak Dai Eek' (รักได้อีก), viết giai điệu  'Kum Sam Kum' (คำสามคำ), viết lời và giai điệu 'The Way to Your Heart')
- 'Klean Jai' (คลื่นใจ) OST trong phim truyền hình 'Klean Fun...Wan Rak' (คลื่นฝัน...วันรัก)
- Album chơi nhạc 'AF the Musical: Jo Jo San'

2009
- 'Kaw Den Pai Nai Hon Teang Por Peang' (ก้าวเดินไปในหนทางพอเพียง) từ dự án  'I Will Do for King'
- Album chơi nhạc 'The Legend of RE KHAI FUN: CHALIANG the Musical'

2010
- 'Huang Ha' (ห่วงหา) từ album phòng thu đặc biệt 'Phook Jai' (ผูกใจ), những ca khúc trong buổi hoà nhạc 'Pleng Rak Yuk Keta by Nok Chaliang'
- 'Mai Mee Prung Nee' (ไม่มีพรุ่งนี้) đĩa đơn đầu tiên trong album 'The Winners Project'
- 'Na Tee Ngeb Ngun' (นาทีเงียบงัน) đĩa đơn thứ hai trong album 'The Winners Project'

2011
- MV 'Glai..Gun Wai Gon'(ใกล้..กันไว้ก่อน) từ chiến dịch 'HIV Pong Gun Dai'(HIV ป้องกันได้) do Research Centre for Health Economics and Evaluation tổ chức
- 'Klong Pan Din Doi Tum' (ครองแผ่นดินโดยธรรม) mừng Lễ kỷ niệm Vua Rama IX
- 'Dub Fai Doi Num Mun' (ดับไฟด้วยน้ำมัน) đĩa đơn đầu tiên từ '361° NAT SAKDATORN'
- 'Kid Theng Dung Dung' (คิดถึงดังดัง) '361° NAT SAKDATORN' thứ hai
- Album solo thứ hai '361° NAT SAKDATORN' (viết toàn bộ giai điệu ngoại trừ 'Na Tee Ngeb Ngun' (นาทีเงียบงัน) và 'Dub Fai Doi Num Mun' (ดับไฟด้วยน้ำมัน))
- 'Ban Rawn Ban Por' (บ้านเรา บ้านพ่อ) do Nitipong Honark sản xuất cho Flood Relief Campaign

2012
- 'Chan Yong Yo Tung Kon' (ฉันยังอยู่ทั้งคน) đĩa đơn thứ ba từ '361° NAT SAKDATORN'
- 'Neng Kum Tee Ror' (หนึ่งคำที่รอ) đĩa đơn thứ tư từ '361° NAT SAKDATORN'

2014
- 'Ying Kue Ying Ngoa' (ยิ่งคุยยิ่งเหงา) đĩa đơn  đầu tiên dưới nhãn thu âm MusicCream, GMM Grammy

2015
- 'Ruk Tur Kon Diao / One Love' (รักเธอคนเดียว) đĩa đơn thứ hai dưới nhãn thu âm  MusicCream, GMM Grammy
- 'Rak Mai Mee Nguen Kai' (รักไม่มีเงื่อนไข) OST. của loạt phim truyền hình Lovesick TV cùng Vonthongchai Intrawat
- 'Krung Neung Nai Cheewit / ONCE' (ครั้งหนึ่งในชีวิต) đĩa đơn đầu tiên tự viết cả lời và giai điệu

2016
- 'Kwam Mai Tee Hai Pai' (ความหมายที่หายไป) OST phim Fathers

2017
- 'Jai Pang Pang' (ใจพังพัง)
- 'Cheu Tur / Your Name' (ชื่อเธอ)

2019
- 'Het Pon / The Reason' (ฉันเห็น) ca khúc đầu tiên sau khi làm nghệ sĩ độc lập

## Đại sứ thương hiệu
2008
- 'Wall' Quảng cáo cho Pepsi
- Chiến dịch 'Truemove'
- Thailand Brand Ambassador for Cartier LOVE Collection
- 'KRUNGSRI Yellow Points' Campaign by Bank of Ayudhya Public Company Limited
- 'Jigsaw' TV Commercial from 'Top Teen Idol 2008' Campaign by Dutchmill
- IPhone 3G by Truemove

2009
- Brand Ambassador for Cha Raming Tea
- 'Movie Lovers Double Fun' by True Privileage

2010
- 'Greennut Green Jackpot Season 5' Campaign by Greennut
- 3G+Wifi by Truemove
- KRUNGSRI The Winner Debit Card Bank of Ayudhya Public Company Limited

2011
- Presenter of 'Earth Hour 2011' Project by WWF
- Presenter of 'Astro Kids 2011' by National Astronomical Research Institute of  Thailand (Pulblic Organization)
- 'Lun Thong Lun Thiew Kiew Ploean' (ลุ้นทอง ลุ้นเที่ยว เคี้ยวเพลิน) and 'Rak Thai Thiew Thai Pai with Greennut' (รักษ์ไทย เที่ยวไทย ไปกับกรีนนัท) by Greennut
- 'Chok DD Yok Kum Lung 2' (โชค DD ยกกำลัง 2) Campaign by Dunkin' Donuts Thailand

2012
- TrueMove '24 hours toll free' (โปรโทรฟรียกก๊วน) by TrueMove
- TrueLife+ TrueMove H new Promotion + TrueVisions Gold Lite Package
- 'Dai Boon Dai Chok with Greennut' (ได้บุญ ได้โชค กับกรีนนัท) Campaign by Greennut

2013
- 'Greennut Trendy Healthy Snack' Campaign by Greennut

2018
- Brand Ambassador for Sporade

## Sự nghiệp đóng phim

### Phim điện ảnh
| Năm  | Tựa                                                 | Vai  | Với           |
| ---- | --------------------------------------------------- | ---- | ------------- |
| 2010 | Hunt Through Your Dreams: Confession of the Winners |      |               |
| 2016 | Fathers                                             | Yuke | Utt Panichkul |

### Musical
| Năm  | Tựa                                             |
| ---- | ----------------------------------------------- |
| 2008 | KRUNGSRI AF the Musical: Jo Jo San              |
| 2008 | Kluen Fan Wan Rak (คลื่นฝัน..วันรัก)                 |
| 2009 | The Legend of RE KHAI FUN: CHALIANG the Musical |
| 2011 | FAME The Musical                                |
| 2015 | Singles Day with the old plaintiff The Musica   |
| 2018 | Ladies of the Stage \| Ban Lung Mek The Musical |

### Phim truyền hình
| Năm  | Tựa                                               | Vai          | Đài      |
| ---- | ------------------------------------------------- | ------------ | -------- |
| 2022 | Mommy Tee Ruk                                     | Chanachol    | CH3      |
| 2021 | Luang Kah Lah Ruk                                 | Sibtid       | PPTV     |
| 2021 | Let's Eat (Thai ver)                              | Panthep      | True4u   |
| 2020 | Friend Zone 2: Dangerous Area                     | Dr. Sam      | GMM25    |
| 2020 | Woon Ruk Nakkao Chuyện tình phóng viên            | Brick        | PPTV     |
| 2019 | Rong Tao Naree Giày tiểu thư                      | Phirun       | AmarinTV |
| 2018 | Friend Zone                                       | Dr. Sam      | One 31   |
| 2018 | Oh My Ghost                                       | Muadprin     | True4u   |
| 2018 | Sampat Ruttikan                                   | Dr. Mekha    | GMM25    |
| 2016 | Bad Friends                                       | Art          | GMM25    |
| 2016 | Club Friday The Series 8: True Love...or Pleasure | Taen         | GMM25    |
| 2016 | Club Friday To Be Continued: Ter and Pang         | Beer         | GMM25    |
| 2015 | Ugly Duckling: Perfect Match                      | Doctor Sakda | GMM25    |
| 2012 | Sud Yod                                           | Mickey       | CH9      |
| 2010 | Sang Ta Wan Nai ICU                               | Doctor Ek    |          |
| 2008 | Wave Fun... Wan Rak                               | Ma Dao       | CH9      |
| 2008 | Tada Sathu                                        | Mr. Saen Suk | CH3      |

## Xuất hiện chương trình
| Năm  | Chương trinh                            | Vai trò                                               |
| ---- | --------------------------------------- | ----------------------------------------------------- |
| 2021 | The Wall Song                           | (Ep. 44) Guest                                        |
| 2018 | Talk with Toey One Night                | (Ep. 22) Guest                                        |
| 2018 | School Rangers                          | (Ep. 51-53) Guest                                     |
| 2017 | I Can See Your Voice Thailand: Season 2 | Guest Artist (Ep. 49); SING-vestigator (Ep. 59) Guest |
| 2017 | Lip Sync Battle Thailand                | (Ep. 13) Guest                                        |
| 2015 | Talk with Toey Tonight                  | (Ep. 76, 91) Guest                                    |
| 2015 | Loukgolf's English Room                 | (Ep. 19, 198) Guest                                   |
| 2007 | Academy Fantasia Season 4               | Nat V1 Regular Member                                 |

## Dự án đặc biệt
2008
- 'Kon Lor Kor Tum Dee' (คนหล่อขอทำดี) Project by Sudsapda Magazine, performing the street buskers donation to Thai Heart Foundation Under Royal Patronage
- 'KRUNGSRI Yellow Points: Blanket Donation to Hill Tribe Children' (คลายความหนาวเพิ่มไออุ่น... แก่น้องๆ ให้นอนหลับฝันดี)

2009
- 'I Will Do for King: Sufficiency Economy ' Project
- 'KRUNGSRI Yellow Points: Larn Jai Hai Nong Rean' (ล้านใจให้น้องเรียน) Project by Johjai TV program to build and repair the distance school

2012
- 'I Will Do for King: Sang Som Sook Yangyongyuen ' (สร้าง ซ่อม สุข อย่างยั่งยืน) Project to assist the Thai flood victims recovery

2018
- 'Money Guru' for 'Sud Sap Da' online magazine

2019
- 'Money Guru' for 'Sud Sap Da' online magazine
- 'King  of Alpha Male' in Reality TV show 'Cute Boy Thailand Project' on True4U

## Giải thưởng
2007
- The Winner of Academy Fantasia 4

2008
- Top Teen Idol 2008 from Dutch Mill

2009
- Reader Icon 2009 from Amarin Award
- Hot Male New Artist of the Year from TV Inside HOT Awards

2010
- Hot Male Artist of the Year from TV Inside HOT Awards

2011
- Honorable Mentioned Award for a book titled 'Looking at Everything from Every Angle' (มองทุกอย่างจากทุกมุม) from Ministry of Education
- 'Na Tee Ngeb Ngun' (นาทีเงียบงัน), Nominee for "Song of the Year" from BANG Awards 2011
- 'Most Popular Male Artist Award" from Channel [V] Thailand Music Video Awards No. 7
- 'Kid Theng Dung Dung' (คิดถึงดังดัง), "No.1 Music Chart November 2011" from Intensive Watch

2012
- Nominee for 'Favorite Male Artist' ของ You2Play Awards 2011
- Most Popular SEED Artist from SEED Awards No. 7
- Nominee for "Male Artist of the Year" form Nine Entertain Awards 2012
- Nominee for 'Favorite Solo Artist' from BANG Awards 2012
- 'Kid Theng Dung Dung' (คิดถึงดังดัง), 'Song of the Year' from BANG Awards 2012

2013
- Nominee for 'Best Male Artist' from Guitar Mag Awards No. 2
- 'Chan Yong Yo Tung Kon' (ฉันยังอยู่ทั้งคน),Nominee for 'Most Popular Song of the Year' from SEED Awards No. 8
- Nominee for "Male Artist of the Year" form Nine Entertain Awards 2013

## Concerts
2007
- 'X-Treme Army' Concert (Impact Arena)
- 'Krungsri AF Funtasia' (Dream World)

2008
- 'Pepsi AF Move Tem Max' Concert (Thunder Dome)
- 'Big C Big Love Concert with AF4' (Thunder Dome)
- 'Nat & His Love featuring Phusit Laithong'  (Karafun)
- 'KRUNGSRI presents Nat-Tol The Two Men Show' (M Theatre)
- 'KRUNGSRI AF Funtasia: Cooling the World' (Safari World)

2009
- 'Another Side of Dream featuring Nueng ETC and Lookpad' (Karafun)
- 'The Master' Concert (Thunder Dome)
- 'Bachelors' Dream Concert' (Royal Paragon Hall)
- 'Take It Easy: Freestyle by Nat & A Cappella 7' (Slim RCA)
- 'The GREATEST of the KINGS, The GREETINGS of the LAND' Concert (The Ananta Samakhom Throne Hall)
- 'KRUNGSRI AF Fans Festival'Concert (Chulalongkorn University Stadium)

2010
- 'Pleng Rak Yuk Keta by Nok Chaliang' Concert (เพลงรักยุคคีตา โดย นกเฉลียง) (Thailand Cultural Centre)
- 'Rajinian AF Concert' (Rajinian School)
- 'Bangkok Jazz Festival' (Central World)
- 'Once in a Lifetime Concert produced by Phusit Laithong' (Thailand Cultural Centre)
- 'Rung Radee...Kon Na Dem' (รุ่งฤดี...คนหน้าเดิม) Concert (National Theatre)
- 'KRUNGSRI The First 3D Concert: Victory of the Winners' (Indoor Stadium)
- 'KRUNGSRI presents Mr.Nat & Ms.Zani' Concert (M Theatre)
- 'Once in a Lifetime Concert produced by Phusit Laithong [Restage]' (Thailand Cultural Centre)

2011
- 'Cover Night Plus: MORE THAN LOVE' by Greenwave 106.5 (Curve)
- 'KRUNGSRI AF Comedy Show Must Go On' Concert (Thunder Dome)
- 'Get The Concert: MY ORIGINAL SOUNDTRACK' by Get 102.5 (SF World Cinema)
- 'AF4 Re-Stage' (Thai-Japan Bangkok Youth Center)
- '84 Pansa Mahamongkul' (Celebration for 84 years of King Rama XI)Concert (Niyompanich Hall)
- 'KRUNGSRI AF ALL SEASONS' Concert (Impact Arena)

2012
- 'KRUNGSRI Simple To Share Concert' (Aksara Theatre)
- 'Do for Dad Concert' (Impact Arena)
- 'ETC.[back to basic]' (BITEC)
- 'AF4 Joubpa!!!' (AF4 จบป่ะ!!!) (Grand Hall Thammasat University)

2013
- 'Ploenchit Concert' (Impact Arena)

2018
- 'AF4 Flashback Concert' (Grand Hall Thammasat University)

### Bảng xếp hạng
Year 2010 Chart Summary for Song 'ไม่มีพรุ่งนี้' and 'นาทีเงียบงัน'
(Chart of the Year from radios and cable TV channels)
- Music Video

Channel V: Top 100 MV Popular Thai Song of the Year 2010
No. 9 เพลงไม่มีพรุ่งนี้
No. 79 เพลงนาทีเงียบงัน
True Music Top 100 of the Year 2010 Thai and International Song Chart
No. 3 เพลงไม่มีพรุ่งนี้ (1,146,675)
No. 20 เพลงนาทีเงียบงัน (397,914)
True Music TOP DOWNLOAD
เพลงไม่มีพรุ่งนี้ Year 2010 TOP DOWNLOAD
- คลื่นวิทยุ

Thai Song of the Year 2010 Chart from 40 Bangkok and suburb FM Radio by Intensive Watch
No. 15 เพลงไม่มีพรุ่งนี้ (Total spin 7,525 times)
Virgin Hitz 100 Countdown
No. 17 เพลงไม่มีพรุ่งนี้
No. 56 เพลงนาทีเงียบงัน
EFM 94 Top Airplay of the Year
No. 31 เพลงไม่มีพรุ่งนี้ (Total spin 2,777)
OK Love: Top 100 of the Year 2010
No. 1 เพลงไม่มีพรุ่งนี้
No. 32 เพลงนาทีเงียบงัน
Boom Hitz Station Chonburi Top 50 of the Year 2010
No. 4 เพลงนาทีเงียบงัน
MC Radio Samut Sakhon Top 25 of the Year 2010
No. 2 เพลงไม่มีพรุ่งนี้
Year 2010 Hit 100 Song of ZFM Surat
No. 1 เพลงไม่มีพรุ่งนี้
No. 4 เพลงนาทีเงียบงัน